# Орд (Небраска)
Орд (англ. Ord) — місто (англ. city) в США, в окрузі Веллі штату Небраска. Населення — 2113 особи (2020).

## Географія
Орд розташований за координатами 41°35′56″ пн. ш. 98°54′54″ зх. д. / 41.59889° пн. ш. 98.91500° зх. д. (41.598950, -98.914950).  За даними Бюро перепису населення США в 2010 році місто мало площу 5,03 км², уся площа — суходіл. В 2017 році площа становила 5,44 км², з яких 5,44 км² — суходіл та 0,00 км² — водойми.

## Демографія
Згідно з переписом 2010 року, у місті мешкало 2112 осіб у 988 домогосподарствах у складі 565 родин. Густота населення становила 420 осіб/км².  Було 1122 помешкання (223/км²).
Расовий склад населення:
| - 96,4 % — білих - 0,3 % — чорних або афроамериканців - 0,2 % — корінних американців - 0,1 % — азіатів - 2,1 % — осіб інших рас |

До двох чи більше рас належало 0,9 %. Частка іспаномовних становила 2,8 % від усіх жителів.
За віковим діапазоном населення розподілялося таким чином: 20,7 % — особи молодші 18 років, 54,2 % — особи у віці 18—64 років, 25,1 % — особи у віці 65 років та старші. Медіана віку мешканця становила 47,2 року. На 100 осіб жіночої статі у місті припадало 91,1 чоловіків;  на 100 жінок у віці від 18 років та старших — 90,2 чоловіків також старших 18 років.
Середній дохід на одне домашнє господарство  становив 55 417 доларів США (медіана — 41 426), а середній дохід на одну сім'ю — 66 450 доларів (медіана — 53 693). Медіана доходів становила 40 161 долар для чоловіків та 25 250 доларів для жінок. За межею бідності перебувало 15,3 % осіб, у тому числі 20,1 % дітей у віці до 18 років та 10,7 % осіб у віці 65 років та старших.
Цивільне працевлаштоване населення становило 1192 особи. Основні галузі зайнятості: освіта, охорона здоров'я та соціальна допомога — 22,4 %, роздрібна торгівля — 14,0 %, будівництво — 8,9 %, сільське господарство, лісництво, риболовля — 7,1 %.